# Ministère de l’Air
Das Ministère de l’Air war das Luftfahrtministerium von Frankreich. Es existierte mit Unterbrechungen von 1928 bis 1947 und war sowohl für die zivile Luftfahrt als auch für die militärische Luftfahrt zuständig.

## Vorgeschichte
Das erste Ministerium, das in Frankreich Aufgaben im Bereich der (zivilen) Luftfahrt übernahm, war ab 1909 das Bauministerium (Ministère des Travaux publics). Es gewährte Subventionen zur Entwicklung des Luftfahrtwesens, ließ in der Ehrenlegion ein Kontingent von Auszeichnungen für Flug- und Luftfahrtpioniere reservieren und richtete eine Kommission zur Evaluierung mit der Luftfahrt verbundener Probleme ein. 1910 erweiterte es die Zuständigkeiten der Direction des Mines um die Luftfahrt und veröffentlichte 1911 einen Erlass zur Reglementierung derselben.
1919 richtete Georges Clemenceau, damals französischer Premierminister, im Kriegsministerium, das er ebenfalls leitete, eine Stelle zur Koordination der Zivil- und Militärluftfahrt ein, den Organisme de coordination générale de l'Aéronautique (OCGAé). 1920 wurde die Zuständigkeit für die Zivilluftfahrt dem Bauministerium angegliedert, während das Kriegsministerium die Militärluftfahrt in seiner Verantwortung behielt. Es wurde ein Staatssekretariat für Luftverkehr und Lufttransportwesen eingerichtet; zum Staatssekretär (Sous-secrétaire d’État) wurde der Politiker Pierre-Étienne Flandin berufen. Flandin, der selbst 1912 einen Pilotenschein gemacht hatte, war Verfechter einer Luftwaffe als eigenständiger Teilstreitkraft, die aber erst 1934 geschaffen wurde. Trotz begrenzter personeller Mittel gab seine Behörde einige wegbereitende Erlasse und Verordnungen zur Regelung des Flugverkehrs und der Zulassung des Flugpersonals heraus. Im November 1920 wurde der Behörde auch der staatliche Wetterdienst Office national météorologique, Vorläufer von Météo-France, unterstellt. Flandin folgte 1921 Laurent Eynac im Amt.
1926 wurde das Staatssekretariat nach Kompetenzstreits mit den Ministerien für Verteidigung und Kolonien aufgelöst. Seine Aufgaben wurden dem Ministerium für Handel, Industrie und Postwesen übertragen, unter dessen Dienstaufsicht eine Generaldirektion für Luftfahrt und Luftverkehr (Direction générale de l’Aéronautique et des Transports aériens) eingerichtet wurde.

## Gründung des Luftfahrtministeriums 1928 bis Ende der Dritten Republik
Nachdem am 2. September 1928 der französische Handelsminister Maurice Bokanowski bei einem Flugzeugabsturz ums Leben gekommen war und die Regierung von der Presse wegen des desolaten Zustands des französischen Luftfahrtwesens stark kritisiert worden war, entschied die Regierung unter Raymond Poincaré drei Tage später, ein Luftfahrtministerium zu schaffen, was per Dekret vom 14. September 1928 in die Tat umgesetzt wurde.

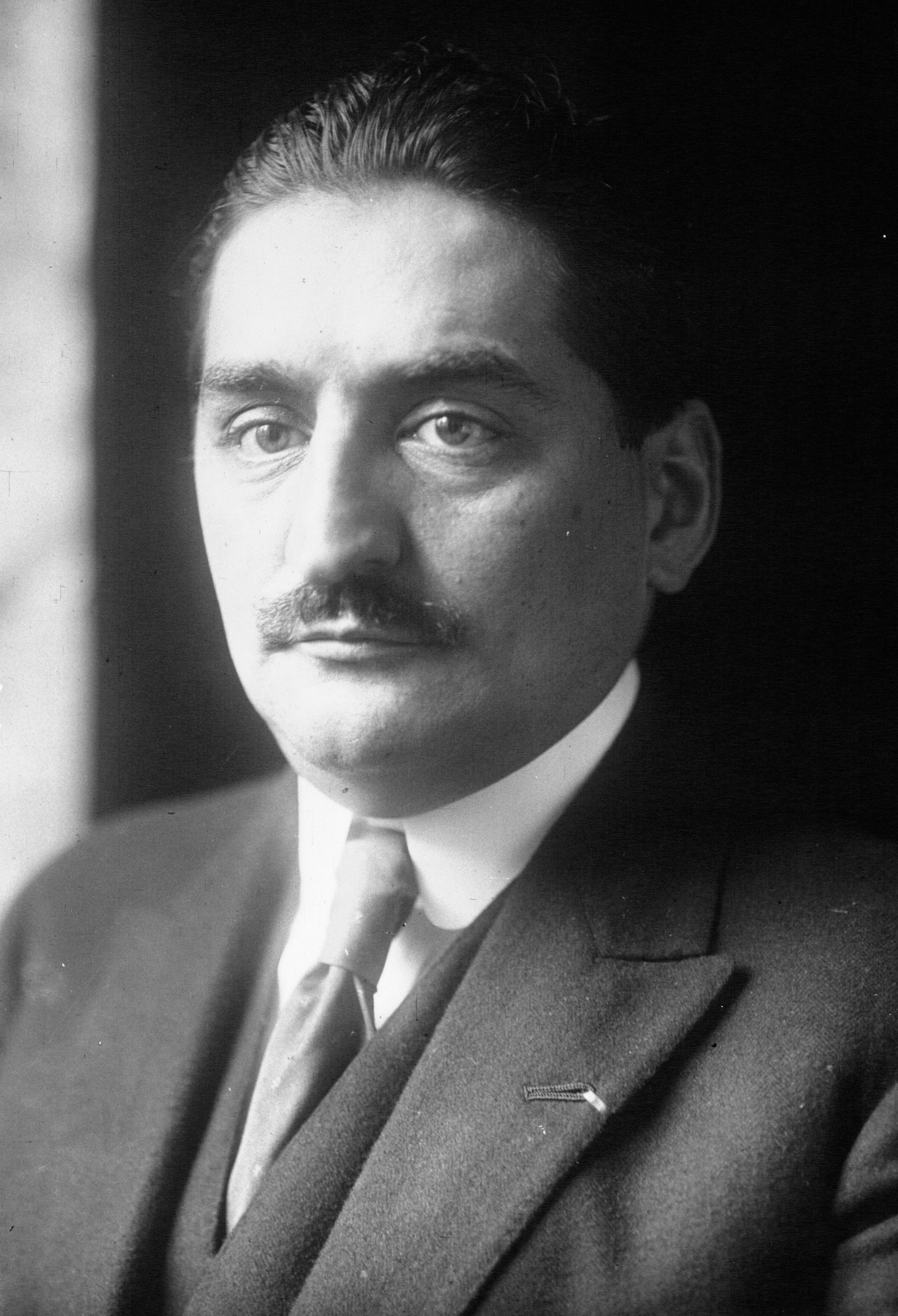
Laurent Eynac, erster Luftfahrtminister ab 1928 (Bild von 1921)

Erster Luftfahrtminister wurde Laurent Eynac, der schon das entsprechende Staatssekretariat im Bauministerium geleitet hatte. Die Zuständigkeiten seiner Behörde erstreckten sich auf alle Bereiche der Luftfahrt, d. h. Militär-, Marine-, Kolonial- und Zivilluftfahrt, die bis dahin auf vier Ministerien verteilt gewesen waren. Auf Laurent Eynac folgten als Minister Paul Painlevé (Dezember 1930) und Jacques-Louis Dumesnil (Januar 1931). Jedoch blieb die Gruppierung der Zuständigkeiten für die Luftfahrt in einem einzigen Ministerium so kontrovers, dass das Ministerium im Februar 1932 wieder aufgelöst wurde. Seine Aufgaben wurden aufgeteilt auf das Ministerium für Bauwesen und Handelsschifffahrt und auf das Verteidigungsministerium. Doch schon im Juni desselben Jahrs wurde es wieder eingerichtet, wiederum mit Painlevé an der Spitze. Ihm folgte im Januar 1933 Pierre Cot.

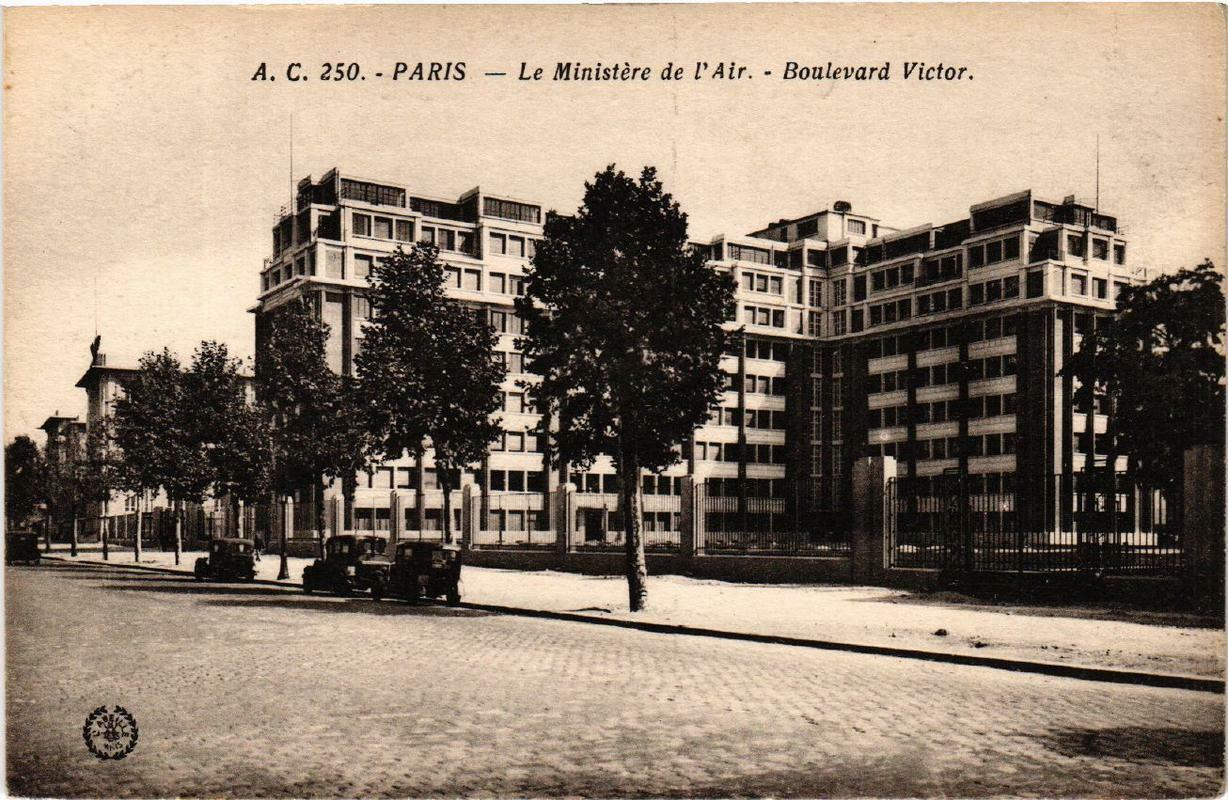
Luftfahrtministerium am Boulevard Victor, 1930er Jahre

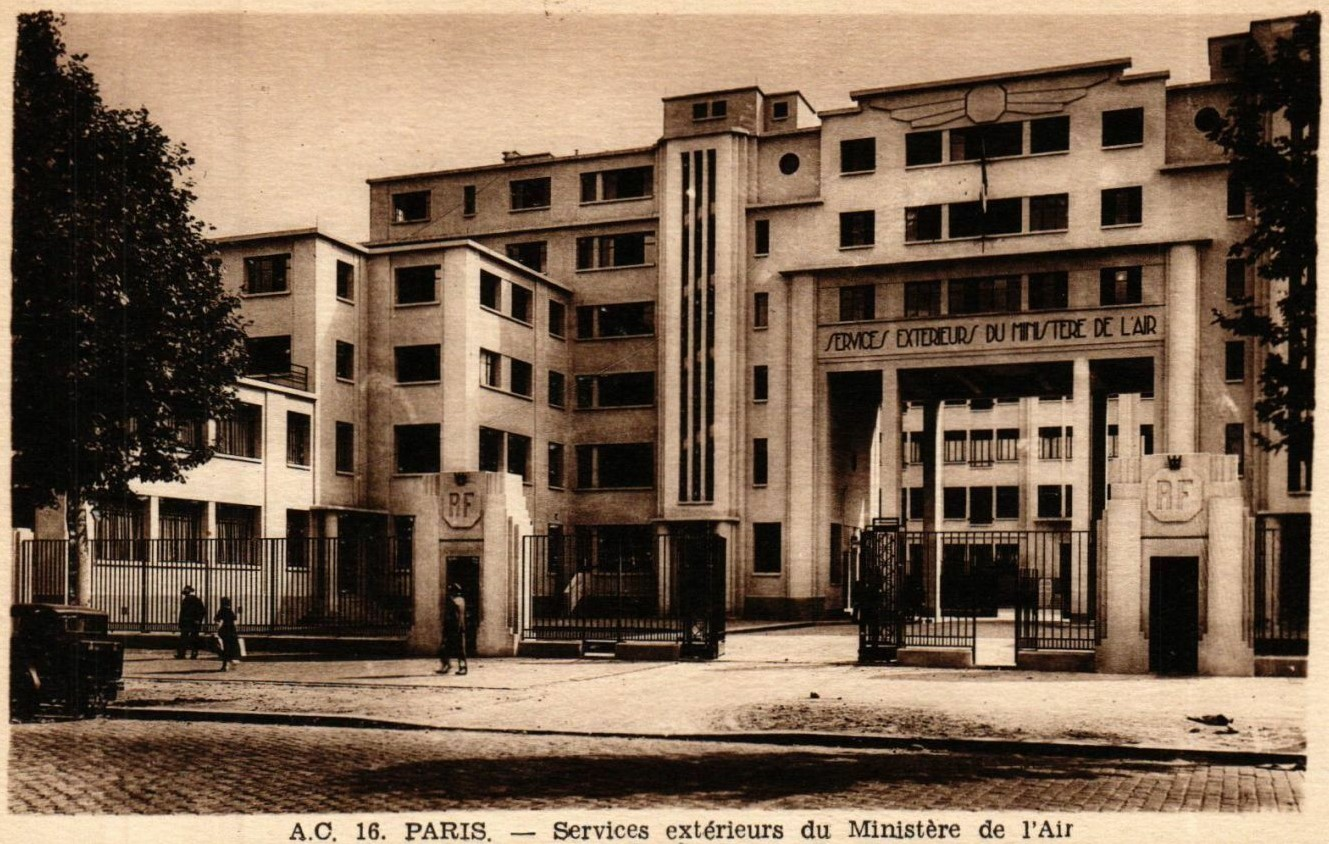
Luftfahrtministerium am Boulevard Victor, 1930er Jahre

Als Sitz des Ministeriums diente nach dessen Gründung das Gebäude einer ehemaligen Privatschule im 16. Pariser Arrondissement in der Rue Saint-Didier Nr. 35, das der Staat im Dezember 1928 erwarb. Es erwies sich aber von Anfang an als zu klein. Ab 1930 wurden neue Gebäude im 15. Arrondissement am Boulevard Victor auf Höhe der Porte d’Issy errichtet; der Komplex wurde als Cité de l’Air bezeichnet. Er war zunächst als Ergänzung zum Sitz in der Rue Saint-Didier gedacht, schließlich aber beschloss Minister Pierre Cot, diesen ganz zu verlassen und das gesamte Ministerium an den Boulevard Victor umzuziehen, was am 12. Februar 1934 geschah.

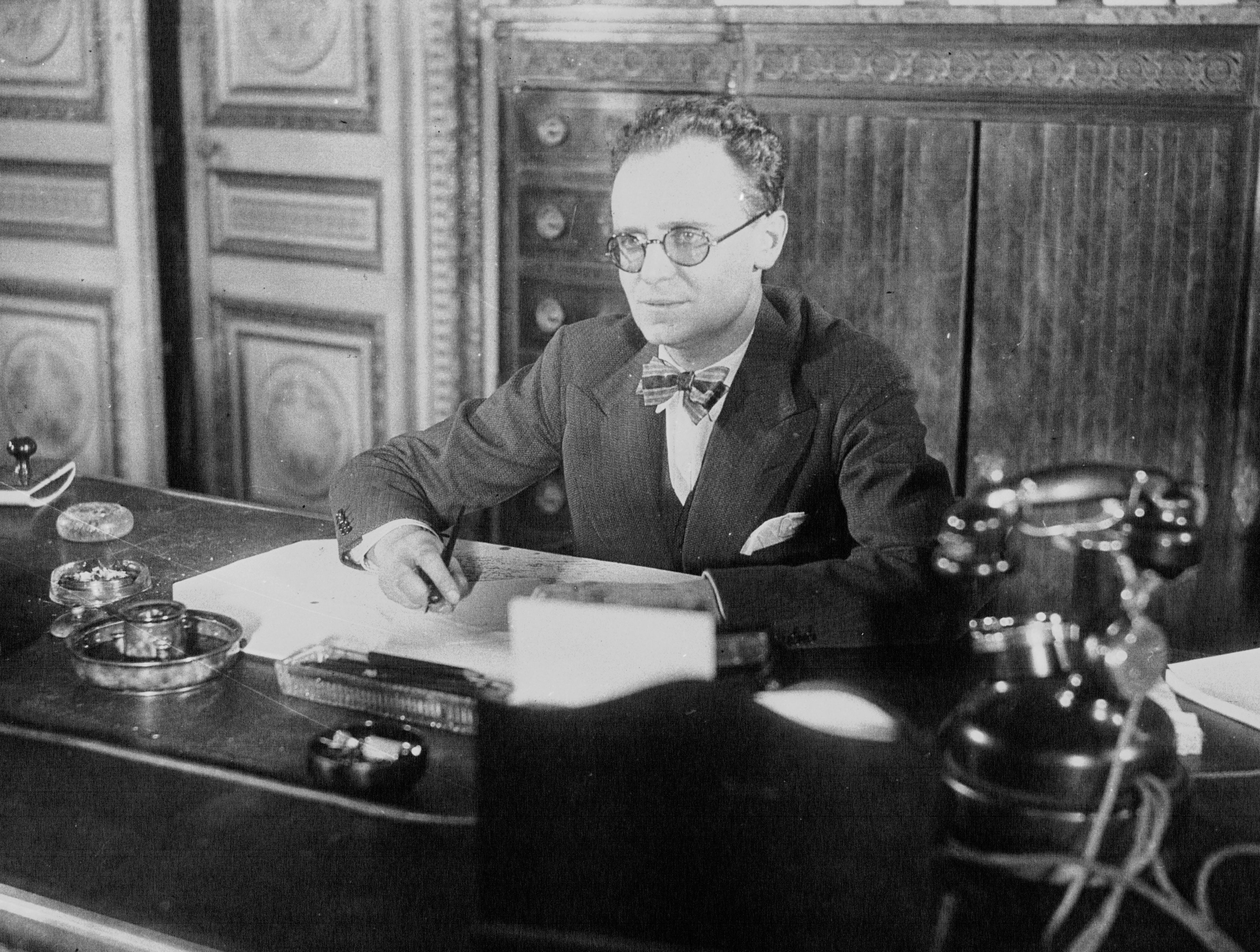
Pierre Cot als Luftfahrtminister (1933)

Per Gesetz vom 30. Juni 1933 wurden die Zuständigkeiten von Cots Ministerium festgelegt auf die Bereiche Streitkräfte, Flugmaterial, Flugrouten, Flughäfen, Luftverkehrswesen und Luftraumkontrolle, Wetterdienst und Informationsübermittlung. Zu den Meilensteinen seiner ersten Amtszeit als Luftfahrtminister zählen die Gründung der staatlichen Fluggesellschaft Air France am 31. August 1933 und die Schaffung der Luftstreitkräfte als eigenständige Teilstreitkraft. Am 15. Januar 1934 kam der Generaldirektor für Zivilluftfahrt, Emmanuel Chaumié, bei einem Flugzeugunglück ums Leben, bei dem auch der stellvertretende Generaldirektor von Air France, Maurice Noguès, starb.
Cot wurde nach dem Rücktritt des Kabinetts im Februar 1934 von General Victor Denain abgelöst; diesem folgte im Januar 1936 Marcel Déat. Mit der Übernahme der Regierungsverantwortung durch das Linksbündnis Front populaire („Volksfront“) wurde Pierre Cot im Juni 1936 im ersten Kabinett von Léon Blum erneut Luftfahrtminister. In seiner zweiten Phase als Luftfahrtminister 1936 bis 1938 trieb Cot die Verstaatlichung der Luftfahrtindustrie voran. Außerdem ließ er, mit Wissen von Regierungschef Blum und unter Mithilfe aus dem von Vincent Auriol geleiteten Finanzministerium, Flugzeuge als Militärhilfe an die republikanischen Kräfte im spanischen Bürgerkrieg schicken, was eine Verletzung der offiziellen Stillhaltepolitik Frankreichs darstellte.
Im Januar 1938 übernahm Guy La Chambre das Ministerium von Pierre Cot. Bei Ausbruch des Zweiten Weltkriegs gehörten zum Ministerium
- der Generalstab der Luftstreitkräfte,
- der Personaldienst des Zivilpersonals,
- die Direktion für das militärische Personal,
- die Direktion für Buchprüfung, Budget und Rechtsfragen,
- die Direktion für Zivilluftfahrt,
- die Technisch-Industrielle Direktion,
- die Direktion für militärisches Flugmaterial,
- die Direktion für Bauwesen und Infrastruktur,
- der staatliche Wetterdienst.

Im März 1940 wurde La Chambre als Minister von Laurent Eynac abgelöst, der aber nur kurz im Amt war; ihm folgte im Juni 1940 General Bertrand Pujo in der Regierung von Philippe Pétain, der letzten der Dritten Republik.

## Vichy-Regime
Nach dem Waffenstillstand von Compiègne vom 22. Juni 1940 und der deutschen Besetzung Frankreichs ermächtigte die Nationalversammlung Pétain am 10. Juli 1940 zur Errichtung eines neuen Staatsgebildes, wodurch das Vichy-Regime entstand. Das bisherige Luftfahrtministerium wurde wenige Tage später, per Gesetz vom 12. Juli 1940, umgewandelt in ein Secrétariat d’État à l’Aviation („Staatssekretariat für Luftfahrt“). Ebenso wie die gleichzeitig aus den bisherigen entsprechenden Ministerien geschaffenen Staatssekretariate für Krieg und für die Marine kam es unter das Dach des Ministère de la Défense nationale. Pujo, seit Juni 1940 Luftfahrtminister, blieb kurze Zeit an der Spitze des neuen Staatssekretariats; ihm folgten bis August 1944 vier weitere Generale im Amt. Das Sekretariat hatte seinen Sitz in Vichy; eine Außenstelle in Paris war mit Angelegenheiten betraut, die die von Deutschland besetzte Zone betrafen. Mit dem Waffenstillstand waren die militärischen Aktivitäten des Ministeriums praktisch zum Erliegen gekommen. Nach der Besetzung von ganz Frankreich durch die deutsche Wehrmacht im November 1942 wurden die militärischen Mitarbeiter der Behörde freigestellt und der Generalstab der Luftstreitkräfte aufgelöst. Die Luftstreitkräfte wurden zum 27. November 1942 aufgelöst und französischen Stellen jeglicher Flugbetrieb verboten. Am 26. März 1943 wurde die Behörde verschmolzen mit dem Secrétariat d’État à la Guerre und umbenannt in Secrétariat général à la Défense aérienne („Generalsekretariat für Luftverteidigung“).

## Nach der Befreiung
Die Provisorische Regierung der Französischen Republik aus Kommunisten, Sozialisten, Radikalsozialisten und Gaullisten erklärte per Verordnung vom 9. August 1944 alle Akte des Vichy-Regimes für nichtig. Dies galt auch für die Umstrukturierung der Luftfahrtbehörden durch Pétains Regime, so dass das Ministère de l’Air de iure zwischen 1940 und 1944 nie aufgehört hatte zu bestehen. Nach der Befreiung von Paris Ende August 1944 erklärte de Gaulle am 10. September Charles Tillon zum Luftfahrtminister seines ersten Kabinetts. Schon im zweiten Kabinett de Gaulle vom 13. November 1945 gab es jedoch keinen Luftfahrtminister mehr. Per Dekret vom 22. Dezember 1945 wurde die Zuständigkeit für die Zivilluftfahrt dem Bau- und Verkehrsministerium unter Jules Moch zugewiesen, die entsprechende Abteilung wurde von Max Hymans als Secrétaire général à l’Aviation civile et commerciale („Generalsekretär für Zivil- und Handelsluftfahrt“) geleitet. In der ersten Regierung der Vierten Republik, dem Kabinett von Paul Ramadier, gab es für kurze Zeit, nämlich vom 12. Januar bis zum 21. Oktober 1947, noch einmal ein Luftfahrtministerium mit André Maroselli als Minister; jedoch behielt Hymans’ Behörde, die auch in dieser Zeit beim Transportministerium angesiedelt blieb, ihre Zuständigkeiten. Danach war die Ära eines eigenständigen Luftfahrtministeriums in Frankreich beendet.

## Liste der Luftfahrtminister
- „Erstes“ Luftfahrtministerium (September 1928 bis Februar 1932)
  - Laurent Eynac (September 1928 bis Dezember 1930)
  - Paul Painlevé (Dezember 1930 bis Januar 1931)
  - Jacques-Louis Dumesnil (Januar 1931 bis Februar 1932)

- „Zweites“ Luftfahrtministerium (Juni 1932 bis 1940)
  - Paul Painlevé (Juni 1932 bis Januar 1933)
  - Pierre Cot (Januar 1933 bis Februar 1934)
  - Victor Denain (Februar 1934 bis Januar 1936)
  - Marcel Déat (Januar bis Juni 1936)
  - Pierre Cot (Juni 1936 bis Januar 1938)
  - Guy La Chambre (Januar 1938 bis März 1940)
  - Laurent Eynac (März bis Juni 1940)
  - Bertrand Pujo (Juni bis Juli 1940)

- Staatssekretariat für Luftfahrt und Generalsekretariat für Luftverteidigung (Juli 1940 bis August 1944)
  - Bertrand Pujo (12. Juli bis 6. September 1940)
  - Jean Bergeret (6. September 1940 bis 19. April 1942)
  - Jean-François Jannekeyn (19. April 1942 bis 4. April 1943)
  - Paul Gastin[5] (4. April 1943 bis 30. April 1944)
  - Paul Moniot[5] (30. April bis 26. August 1944)

- „Drittes“ Luftfahrtministerium (1945, 1947)
  - Charles Tillon (10. September bis 13. November 1945)
  - André Maroselli (12. Januar bis 21. Oktober 1947)